# Бутаналь
Бутаналь (масляный альдегид, бутиральдегид) — органическое соединение, имеющее формулу С4Н8О, алифатический альдегид. Изомер —бутанон. Бесцветная легковоспламеняющаяся жидкость с резким запахом.

## Получение
Бутаналь может быть получен по одному из следующих методов.
- Дегидрирование бутанола-1.
- Гидрирование кротонового альдегида.
- гидроформилированием пропена

## Реакции
Как и все алифатические альдегиды, высокореакционноспособен и довольно токсичен. При стоянии окисляется кислородом воздуха до масляной кислоты.
1. горение
2. присоединение
3. окисление
4. Замещение атомов водорода в углеводородном радикале

## Охрана труда
Масляный альдегид, как и другие альдегиды, токсичное вещество: его ПДК в воздухе рабочей зоны 5 мг/м3 (максимально разовая). Однако по данным ряда исследований, порог восприятия запаха этого вещества может быть гораздо выше ПДКрз. Например, среднее значение порога в исследовании достигало 15 мг/м3. А у части людей порог был значительно выше среднего значения.